# والکریتسه
والکریتسه (به لاتین: Valkeřice) یک منطقهٔ مسکونی در جمهوری چک است که در شهرستان دیه‌چین واقع شده‌است. والکریتسه ۱۴٫۱۳ کیلومتر مربع مساحت و ۳۹۱ نفر جمعیت دارد و ۴۴۳ متر بالاتر از سطح دریا واقع شده‌است.